# M-84
L'M-84 è un carro armato da combattimento realizzato in Jugoslavia alla fine degli anni '70. Il progetto nacque dall'esigenza di adottare un nuovo carro da affiancare alla flotta di T-55: scegliendo di produrre su licenza i T-72 ed apportandovi alcune modifiche, nacque l'M-84.

## Sviluppo
L'M-84 è il primo e unico carro armato costruito in Jugoslavia ad essere stato prodotto in serie. La decisione di produrre domesticamente un carro armato maturò negli anni '70 per sostituire i T-34, che in quegli anni costituivano circa il 35% del totale dei carri armati della Kopnena Vojska JNA. A causa della mancanza di esperienza nella progettazione si scelse di partire dal sovietico T-72M, del quale venne acquistata una licenza nel 1979, dopo che si era valutato anche il T-62 (per il quale però i sovietici non concessero la licenza). Il progetto originale è stato modificato per sostituire apparati obsoleti o non compresi nella licenza con componenti prodotti dall'industria locale: la corazza è stata migliorata, l'apparato di tiro, le ottiche e il motore sono stati sostituiti.
Il primo prototipo è stato completato nel 1983 ed era perlopiù dotato di componenti di importazione, la produzione in serie iniziò nel 1984. Il mezzo è stato presentato per la prima volta al pubblico alla Parata della vittoria di Belgrado del 1985.
Le aziende direttamente coinvolte nella produzione delle parti dell'M-84 erano circa 240; la principale di queste aziende era la croata Đuro Đaković, che era responsabile della produzione dello scafo e dell'assemblaggio finale. La produzione si è interrotta nel 1991 a causa dello scoppio della guerra.
L'unico cliente estero dell'M-84 è il Kuwait, che ha ordinato 200 M-84 della versione AB, di cui solo 149 sono stati consegnati a causa dell'interruzione della produzione, 15 carri comando ABK e 15 ABN. Altri contratti di vendita che non si sono attuati riguardano il Pakistan, la Svezia, l'Egitto; la Libia ordinò 400 esemplari salvo poi ridurre la commessa a 200 esemplari, di cui neanche uno venne consegnato a causa dell'interruzione della produzione.

## Tecnica
L'equipaggio dell'M-84 è costituito da tre uomini: il pilota, il capocarro e il cannoniere; il servente è sostituito da un caricatore automatico. Il pilota è alloggiato centralmente rispetto all'asse longitudinale del carro; sulla corazzatura frontale si trova una struttura a forma di V che impedisce ad acqua e fango di compromettere la vista del pilota. La corazza dell'M-84 era in acciaio; a partire dall'M-84A venne adottata una corazza composita con un elemento non metallico (classificato) compreso tra due strati di acciaio. Il carro garantisce la protezione NBC in tutte le sue versioni.
Gli M-84 possono affrontare un guado fino a 1,2 m oppure fino a 5 m con lo snorkel.
Gli M-84 sono equipaggiati con un motore V12 diesel V-46-6 da 574 kW, sostituito a partire dall'M-84A da un V12 V-46-TK da 735 kW. Le versioni modificate in Croazia hanno nuovi motori: l'M-84A4 Sniper ha un motore diesel MTU da 820 kW e l'M-84D da 895 kW. La potenza del motore, combinata con la massa di 41,5 t, consente all'M-84 di raggiungere velocità di 70 km/h. Il consumo di carburante varia da 260 a 450 litri ogni 100 km a seconda delle condizioni di guida. Oltre ai serbatoi standard da 1 200 l è possibile installare due serbatoi ausiliari esterni da 400 l totali.

### Armamento

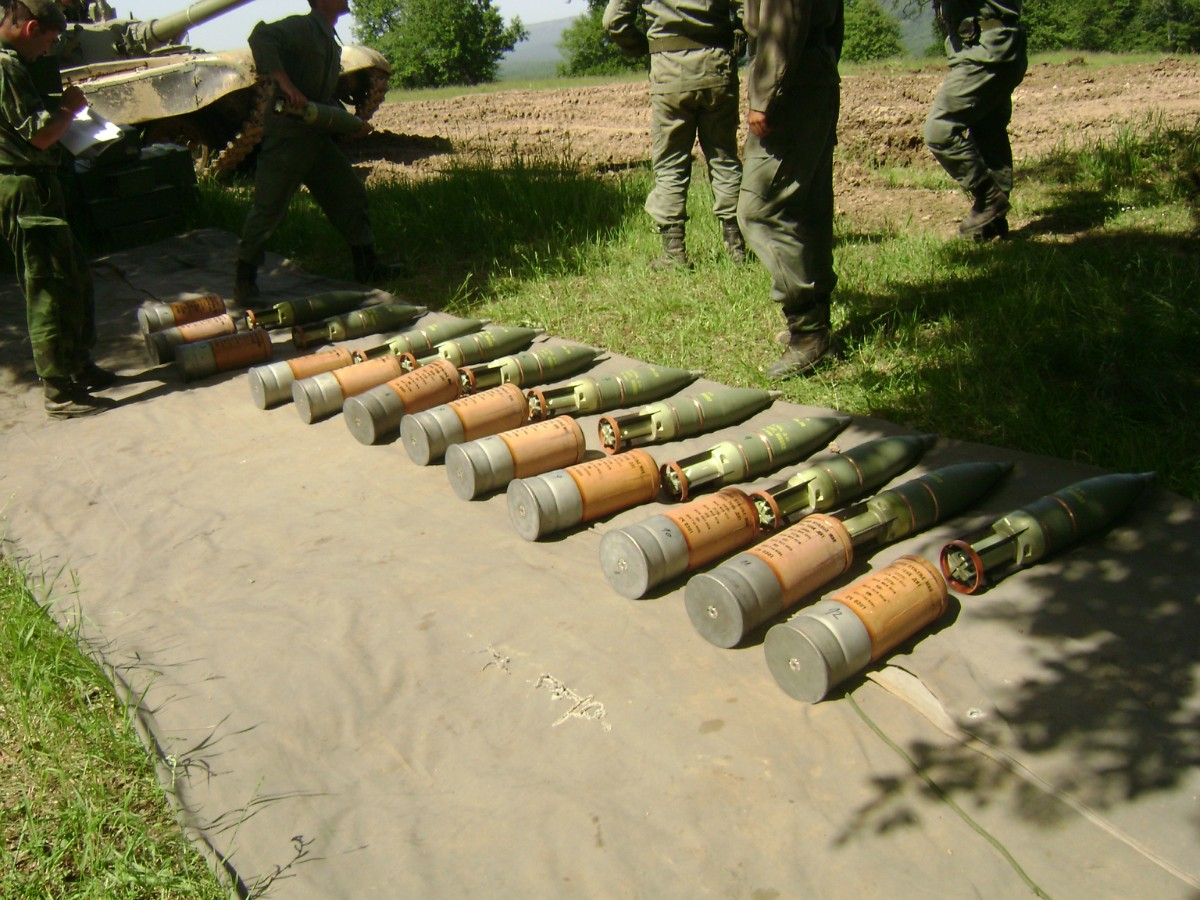
Munizioni da 125 mm del cannone 2A46

L'M-84 è dotato di un cannone a canna liscia 2A46 da 125 mm con caricatore automatico, che consente di sparare fino a 8 colpi al minuto e di ridurre il numero di carristi di uno, permettendo di ridurre le dimensioni del mezzo e di conseguenza la sua esposizione. La canna è isolata termicamente per ridurre al minimo le deformazioni dovute al calore e al centro si trova un estrattore di fumi anch'esso isolato termicamente. Il sistema di puntamento SUV-84 è elettroidraulico e digitale e integrato con un telemetro laser. Tutte le 42 munizioni sono alloggiate nello scafo, 22 immediatamente sotto la torretta in un trasportatore circolare e 20 in un vano apposito: questa soluzione, applicata anche nel T-72, riduce la probabilità che le munizioni vengano colpite da un proiettile anticarro ma, in caso di penetrazione ed esplosione delle munizioni, si rivela estremamente distruttiva in quanto l'esplosione causa il distacco della torretta.
L'armamento secondario è costituito da una mitragliatrice coassiale M86 da 7,62 mm, da una mitragliatrice M87 da 12,7 mm montata sopra la torretta nella posizione del comandante e da 12 lanciagranate fumogeni.

## Impiego operativo

### Guerra del Golfo
Il Kuwait aveva ordinato 200 M-84AB, 15 M-84ABK e 15 M-84ABN poco prima di essere invaso dall'Iraq. Prima dell'invasione vennero consegnati 4 M-84A, che vennero catturati dall'esercito iracheno. Le consegne vennero sospese per tutto il periodo dell'invasione. I primi esemplari vennero consegnati in Arabia Saudita alla 35ª brigata corazzata kuwaitiana, che prese parte alla riconquista del Kuwait in maniera marginale per prevenire episodi di fuoco amico a causa della somiglianza tra i suoi M-84 e i Lion of Babylon iracheni. Durante il conflitto due M-84 vennero danneggiati e reimmessi in servizio.

### Dissoluzione della Jugoslavia
Durante i conflitti della dissoluzione della Jugoslavia l'M-84 si dimostrò particolarmente vulnerabile sui fianchi e posteriormente, oltre che all'azione di mine anticarro che causavano l'esplosione delle munizioni alloggiate sotto la torretta e la conseguente esplosione della torretta nel cosiddetto effetto jack-in-the-box.

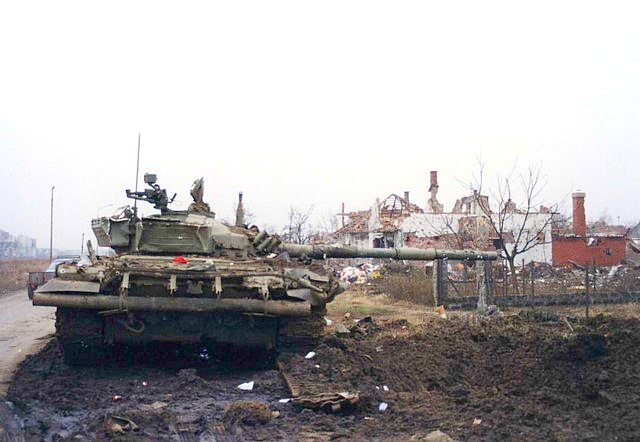
M-84 della JNA distrutto a Vukovar

Gli M-84 vennero utilizzati intensivamente solo in Croazia. Nel maggio 1991 alcuni lavoratori della Đuro Đaković crearono un reparto corazzato sequestrando 21 M-84AB destinati al Kuwait ed impedendone la cattura da parte della JNA. Nel complesso, il neonato esercito croato catturò oltre 70 M-84 solo nel primo anno di guerra. Durante la battaglia di Vukovar la JNA perse circa 20 M-84, principalmente a causa di azioni di sabotaggio ed esposizione in ambiente urbano, mentre il totale dei carri distrutti non è conosciuto.
Durante la guerra dei dieci giorni gli M-84 vennero relegati a ruoli secondari, venendo utilizzati principalmente per sfondare le barricate allestite dagli sloveni e come deterrente psicologico, mentre i T-55 vennero impiegati in azioni di combattimento. In Slovenia la JNA perse almeno 20 M-84 e ne abbandonò circa 60. I veicoli recuperati dagli sloveni, così come quelli nelle altre nazioni, sono stati integrati nelle proprie forze armate.
In Bosnia, dove l'M-84 vide un impiego limitato ad eccezione dell'assedio di Sarajevo, l'esercito della Republika Srpska e quello della Repubblica Serba di Krajina disponevano di oltre 100 M-84 provenienti dalla JNA mentre l'Armata della Repubblica di Bosnia ed Erzegovina ne catturò 3 durante la guerra.

### Guerra del Kosovo
Durante la guerra del Kosovo gli M-84 vennero mantenuti in riserva per contrastare un potenziale attacco della NATO mentre venne utilizzato massicciamente il T-55. Nel corso della guerra sono stati distrutti 9 M-84 per mano della NATO o dell'UÇK. L'ultima azione bellica che ha coinvolto gli M-84 è stata la battaglia di Oraovica nel maggio 2001.

## Versioni

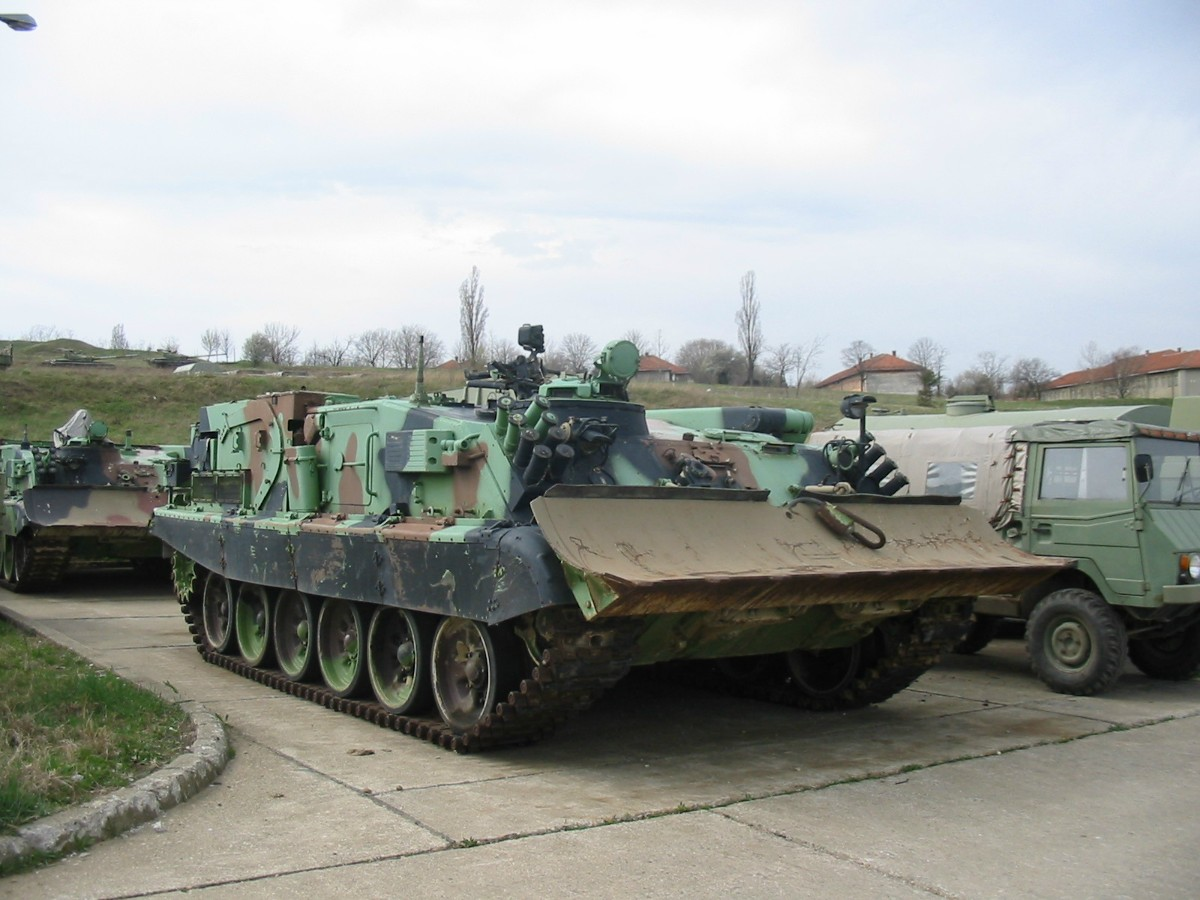
M-84AI dell'esercito serbo

- M-84: versione originale basata sul T-72M con motore da 574 kW;
- M-84A: versione con motore da 735 kW e corazza composita;
  - M-84AB: modifica dell'M-84A per il Kuwait adattata alle condizioni desertiche e con nuovi apparati di comunicazione;
  - M-84ABN: M-84AB equipaggiati con sistemi di navigazione terrestre;
- M-84AK: versione carro comando con equipaggiamento di navigazione terrestre e di comunicazione migliorati;
  - M-84ABK: M-84AK destinato al Kuwait;
- M-84AI: veicolo corazzato da recupero su scafo di M-84A basato sul polacco WZT-3 su scafo di T-72M armato con una mitragliatrice da 12,7 mm e 12 lanciagranate fumogene;

### Aggiornamenti croati
- M-84A4 Sniper: versione ammodernata in Croazia con motore MTU da 820 kW, nuovi sistemi di puntamento e nuovi sistemi di comunicazione; dal 2008 tutti gli M-84 dell'esercito croato sono aggiornati a questo standard;
- M-84D: aggiornamento allo stadio di prototipo con motore da 895 kW, nuova corazza reattiva, nuovo caricatore automatico;

### Aggiornamenti serbi
- M-84AS: aggiornamento serbo con nuovo sistema di puntamento, nuova corazza, corazza reattiva, Refleks e suite difensiva Shtora-1 presentata nel 2004;
- M-84AS1 e M-84AS2: evoluzioni dell'M-84AS allo stadio di prototipo con nuova corazza reattiva, nuovi sistemi di comunicazione e di visione notturna e termica e mitragliatrice da 12,7 mm controllata da remoto.[5]

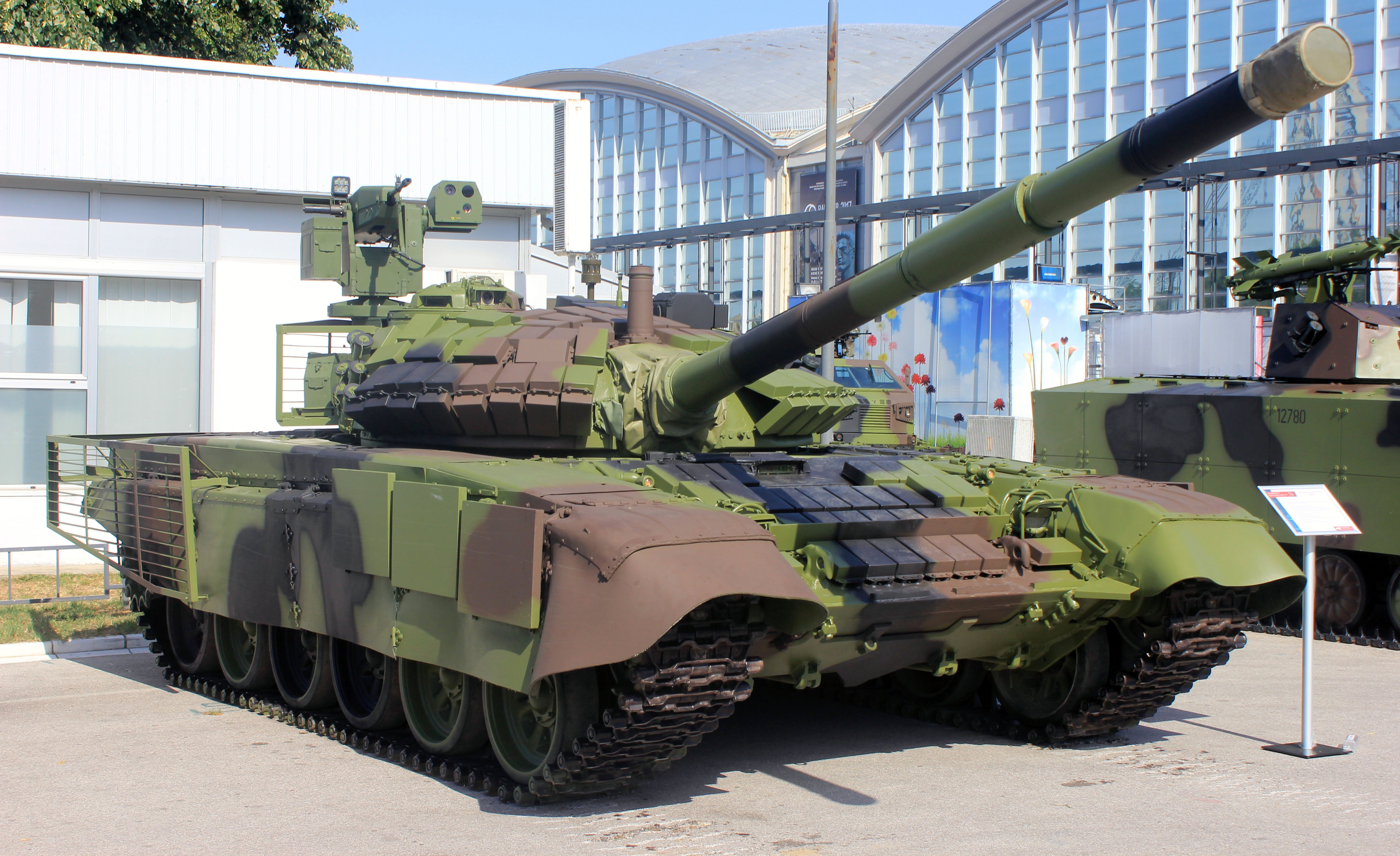
M-84AS1 esposto nel 2017

## Utilizzatori

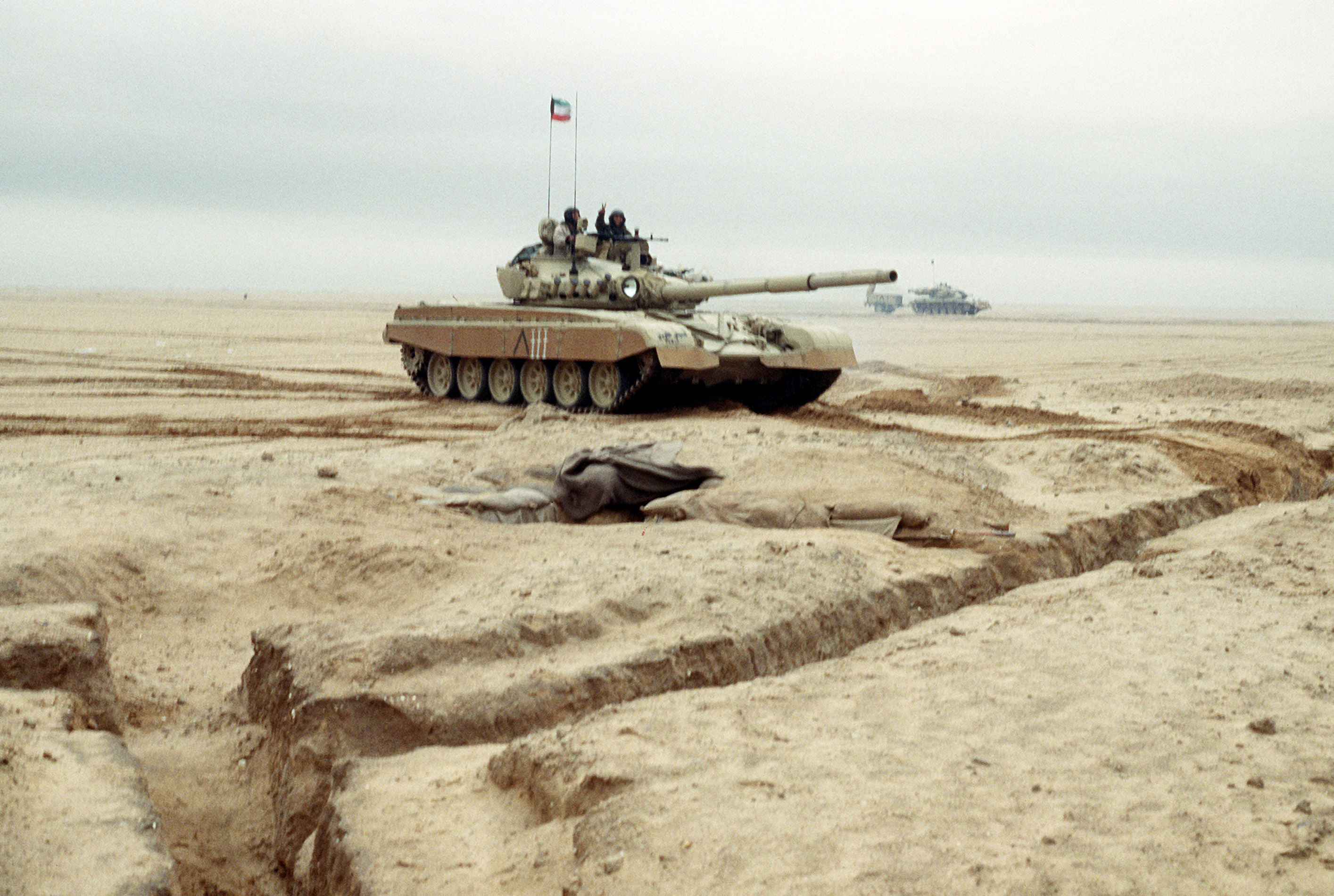
M-84 kuwaitiani durante la guerra del Golfo

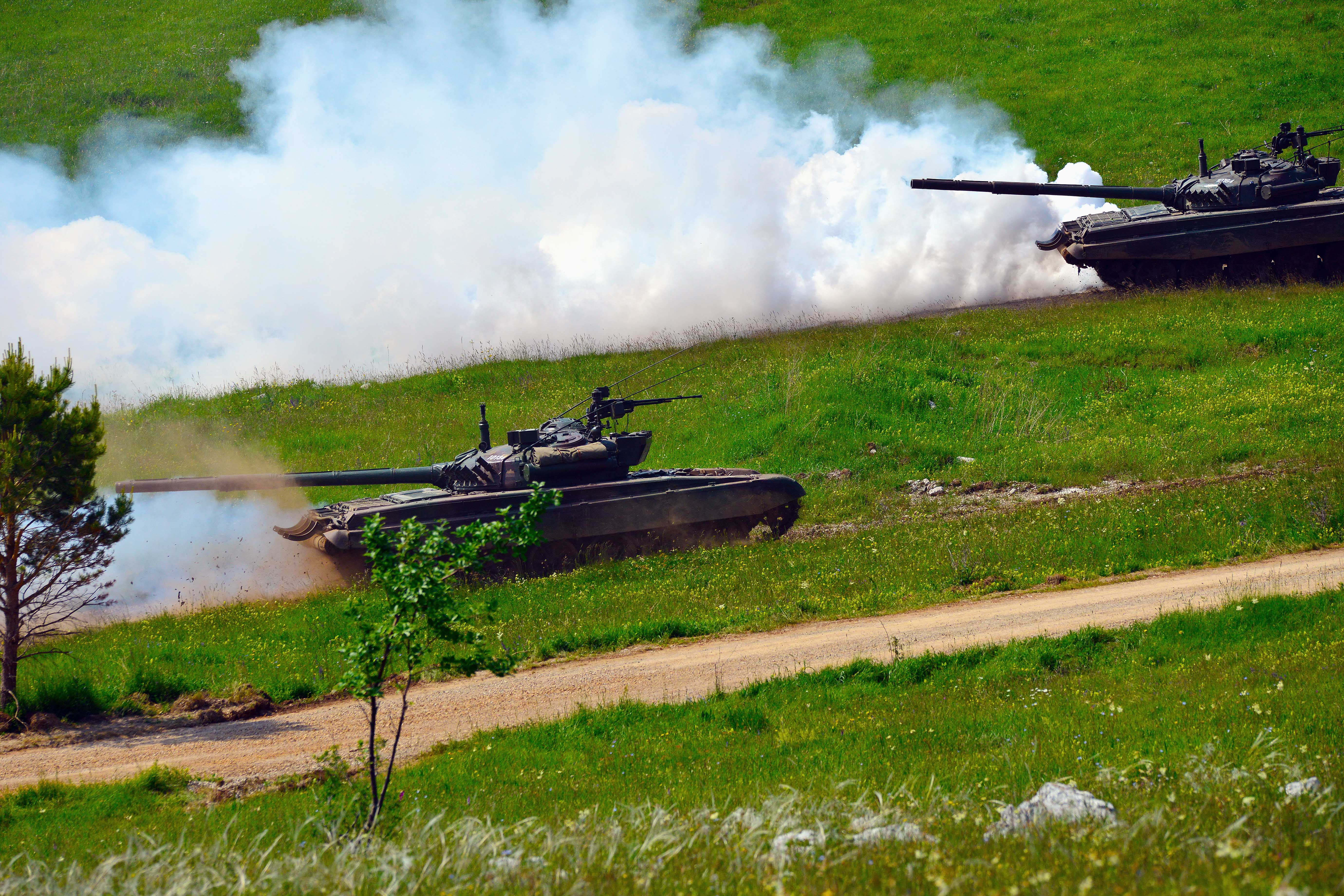
M-84A4 sloveni durante un'esercitazione di tiro

Bosnia ed Erzegovina
- Forze armate della Bosnia ed Erzegovina

71 M-84 in servizio nel 2018.
 Croazia
- Hrvatska kopnena vojska

72 M-84A4 Sniper divisi in 5 compagnie da 14 carri ciascuna che formano due battaglioni corazzati, con gli altri due carri che svolgono funzioni di addestramento.
 Kuwait
- Esercito del Kuwait

149 M-84 in servizio nelle versioni AB, ABK e ABN su 230 acquistati nel 1989, nello specifico 200 AB (di cui solo 150 consegnati), 15 ABK e 15 ABN; altri 15 M-84AI in servizio.
 Serbia
- Kopnena Vojska Srbije

212 M-84 e M-84A in servizio e in fase di ammodernamento allo standard AS1, divisi in un battaglione da 53 carri per ogni brigata; 20 carri posti in riserva.
 Slovenia
- Slovenska vojska

54 M-84A4 Sniper in dotazione ma solo 19 sono operativi per ragioni economiche.

### Ex utilizzatori
Repubblica Socialista Federale di Jugoslavia
- Kopnena Vojska JNA
  - 1ª brigata corazzata di Vrhnika
  - 4ª brigata corazzata di Jastrebarsko
  - 211ª brigata corazzata di Niš
  - 252ª brigata corazzata di Kraljevo
  - 329ª brigata corazzata di Banja Luka
  - 51ª brigata corazzata di Pančevo
  - 243ª brigata corazzata di Skopje

circa 450 consegnati in totale, di cui 350 della versione M-84; in seguito alla dissoluzione della Jugoslavia, la maggior parte dei veicoli è stata trattenuta dalla Repubblica Federale di Jugoslavia, mentre esemplari catturati in guerra sono stati trattenuti da Slovenia, Croazia e Bosnia.
 Repubblica Federale di Jugoslavia
- Kopnena Vojska Savezne Republike Jugoslavije
  - 211ª brigata corazzata di Niš
  - 252ª brigata corazzata di Kragujevac

 Serbia e Montenegro
- Kopnena Vojska Srbije i Crne Gore
  - 211ª brigata corazzata di Niš
  - 243ª brigata corazzata di Pristina
  - 252ª brigata corazzata di Pristina

 Repubblica di Bosnia ed Erzegovina
- Armata della Repubblica di Bosnia ed Erzegovina

6 M-84 catturati dalla KoV JNA.
 Repubblica Serba
- Vojska Republike Srpske
  - 101 brigata corazzata di Banja Luka

65 M-84 integrati nell'esercito bosniaco a partire dal 2003.
 Repubblica Serba di Krajina
- Esercito della Repubblica Serba di Krajina

31 M-84.